# Domenico Tiberia
Domenico Tiberia (Ceccano, 4 aprile 1938 – Veroli, 3 gennaio 1989) è stato un pugile italiano, sei volte campione italiano nelle categorie dei Pesi welter, Pesi superwelter e Pesi medi.

## Biografia

### Carriera
Combattente di razza, Tiberia conquista il primo titolo, nei pesi welter, l'11 dicembre 1964, battendo ai punti Luciano Piazza a Roma in un Palazzo dello Sport gremito da più di duemila appassionati tifosi provenienti da Ceccano, la sua città natale. 
Lo perde il 5 ottobre 1965, a Napoli, contro il milanese Carmelo Bossi, ai punti in dodici riprese. Sempre ai punti, è sconfitto dal rivale nella successiva rivincita, l'8 gennaio 1967 ad Aprilia. 
Lo riconquista l'11 agosto a Rimini contro Aldo Battistutta (ai punti in dodici riprese) e lo perde contro l'allora imbattuto Silvano Bertini il 9 febbraio 1968 a Roma, sempre ai punti in dodici riprese. Con Bertini, otterrà un verdetto di parità, ininfluente per riconquistare la cintura, il 14 agosto successivo, a Lignano Sabbiadoro.
Affronta due volte l'ex Campione europeo Jean Josselin, perdendo ai punti a Marsiglia, il 21 aprile 1967 e per abbandono alla settima ripresa, a Parigi, il 13 gennaio 1969.
Non domo, una volta reso vacante, Tiberia riesce a conquistare per la terza volta il titolo italiano dei welter battendo Giuliano Nervino per KO tecnico alla dodicesima ripresa, a Vasto, il 4 giugno 1969.
Agli inizi degli anni settanta, Tiberia passa ai pesi medi junior e conquista il titolo italiano il 26 agosto 1970 superando a Padova ai punti ancora Aldo Battistutta. Successivamente perde ai punti a Madrid contro il futuro Campione del Mondo José Durán. 
Il 18 giugno 1971 affronta per il titolo europeo in Spagna il campione José Hernández, perdendo ai punti di strettissima misura alla Plaza de Toros di Barcellona.
Il 7 maggio 1972 tenta una sfortunata scalata al titolo mondiale, volando a Fukuoka, in Giappone per sfidare Koichi Wajima, già vincitore ai punti su Carmelo Bossi. Tiberia va al tappeto dopo soli 49 secondi dal gong iniziale. Viene contato, poi va ancora al tappeto e viene contato di nuovo. Si rialza, subisce in totale ben ventisette colpi in meno di due minuti, sinché il suo manager lancia l'asciugamano in segno di resa . Il verdetto ufficiale è KO dopo 1:49 della prima ripresa.
L'irriducibile combattente sale ancora sul ring per il titolo italiano dei pesi medi, a trentasei anni, il 21 settembre 1974 a Forlì e torna a Ceccano ancora una volta vittorioso, dopo aver sconfitto Sauro Soprani, ai punti in dodici riprese. Perde la cintura l'8 marzo 1975, a Padova, contro Luciano Sarti. 
Nel luglio successivo è sconfitto per ferita dall'ex campione europeo dei pesi medi Elio Calcabrini ma si toglierà lo sfizio di battere Sarti a trentotto anni suonati, l'11 giugno 1976 a Roma, in un match non valido per il titolo italiano.
Tiberia ha combattuto 105 incontri, in una carriera agonistica molto lunga durata tra il 1961 e il 1977. Oltre ai titoli italiani e ai tentativi falliti di conquistare la corona iridata e quella europea, vanta incontri in diverse parti del mondo tra cui Svezia, Libia, Argentina, Giappone, Congo, Germania.

### Tragica scomparsa e riconoscimenti pubblici
Domenico Tiberia muore tragicamente il 3 gennaio 1989 in un incidente stradale sulla Superstrada Frosinone-Sora, all'altezza dell'uscita per Veroli, in provincia di Frosinone.
Nel 1996 l'Amministrazione comunale di Ceccano gli ha intitolato il Palazzetto dello Sport cittadino.